# Itzgründisch
Itzgründisch ist ein unterostfränkischer Dialekt, der in den Tälern der namensgebenden Itz und ihrer Zuflüsse Grümpen, Effelder, Röthen/Röden, Lauter, Füllbach und Rodach und der Rodach-Zuflüsse Kreck und Helling, den Tälern der Neubrunn, Biber und der oberen Werra und im Tal der Steinach gesprochen wird. In dem kleinen Sprachraum, der sich vom Itzgrund in Oberfranken bis in den Südhang des Thüringer Schiefergebirges hinein erstreckt, existiert das Ostfränkische noch in einer sehr ursprünglichen Form. Auf Grund der isolierten Randlage dieser Gegend bis Ende des 19. Jahrhunderts und später während der deutschen Teilung haben sich bis heute viele sprachliche Eigenheiten erhalten. Wissenschaftliche Beachtung erfuhr das Itzgründische erstmals Mitte des 19. Jahrhunderts durch den Sprachforscher August Schleicher.

Verbreitungsgebiet der Itzgründischen Mundart (dunkelblau) in Thüringen

## Geografische Eingrenzung
Das itzgründische Dialektgebiet umfasst südlich des Rennsteigs den Landkreis Sonneberg, den südlichen und östlichen Teil des Landkreises Hildburghausen, Stadt und Landkreis Coburg und den Nordwesten des Landkreises Lichtenfels.
Im Westen des Dialektgebietes grenzt die „Südhennebergische Staffelung“, die sich durch den Landkreis Hildburghausen zieht, das Itzgründische zum Hennebergischen ab. Ihre Verlängerung südlich der Kreisstadt und weiter entlang der Kreisgrenze bildet die Dialektgrenze zum Grabfeldischen bzw. weiter südlich zum Unterfränkischen, das auch in Seßlach im Westen des Landkreises Coburg gesprochen wird. Südlich der Coburger Kreisgrenze vermischt sich das Itzgründische mit dem Bambergischen. Östlich der Sonneberger (ausgenommen Heinersdorf, das schon im oberfränkischen Sprachgebiet liegt) und der Coburger Kreisgrenze und im Osten von Michelau im Landkreis Lichtenfels grenzt das itzgründische Sprachgebiet an das Oberfränkische. Das Oberfränkische liegt jenseits der Bamberger Schranke bzw. „Coburger Schranke“, gehört also nicht zu den mainfränkischen Dialekten.
Unmittelbar am Verlauf des Rennsteigs über den Kamm des Thüringer Schiefergebirges existiert eine schmale Übergangszone zum Thüringischen, die aus den moderneren, weitgehend ostfränkisch geprägten Ortsdialekten der Orte um Sachsenbrunn und Lauscha besteht, die den itzgründischen Wortschatz nutzen.
Das itzgründische Dialektgebiet ist deckungsgleich mit den Territorien der historischen Landschaft Pflege Coburg und der Benediktinerabtei Banz.

## Sprecher
Am 31. Dezember 2010 lebten in der Stadt Coburg 41.076, in den Städten und Gemeinden des itzgründischen Dialektgebietes im Landkreis Coburg 84.129, im Landkreis Hildburghausen 40.745, im Landkreis Lichtenfels 22.791 und im Landkreis Sonneberg etwa 50.000 (geschätzter Anteil der nicht itzgründisch sprechenden Gemeindeteile abgezogen) Einwohner. In der Stadt Lichtenfels, die am Südufer des Mains liegt, womit deren historischer Dialekt schon als Mischdialekt aus dem Itzgründischen und dem Bambergischen gilt, wurden 20.555 Einwohner gezählt. Während in den ländlichen Gemeinden nahezu durchgehend die jeweiligen itzgründischen Dorfdialekte gesprochen werden, ist der Anteil der nicht itzgründisch sprechenden Einwohner in den Städten deutlich größer. Bei vorsichtiger Schätzung dürfte die Zahl der itzgründischen Muttersprachler Anfang des 21. Jahrhunderts noch bei etwa 225.000 Sprechern liegen.
Die Ortsdialekte der Übergangszone am Rennsteig werden von den meisten der ca. 13.000 Einwohner beherrscht und im Alltag gesprochen. Eine Ausnahme bildet hier lediglich die Stadt Neuhaus am Rennweg, wo aufgrund des starken Zuzugs von Familien aus der Umgebung und aus weiter entfernten Regionen im 20. Jahrhundert neben dem einheimischen „Herrnhäuser“ Dialekt Südostthüringische und andere Mundarten gesprochen werden.

## Besonderheiten
Die Grammatik des Itzgründischen entspricht grundsätzlich den ostfränkischen Regeln (siehe unter Ostfränkische Dialekte) und hat nach der Formenlehre Schleichers noch Merkmale des Mittelhochdeutschen. Die Besonderheit des Itzgründischen im Vergleich mit anderen deutschen Dialekten besteht in verschiedenen Diphthongierungen. Die so entstandenen Diphthonge ähneln zum Teil denjenigen des Mittelhochdeutschen, es handelt sich aber um sekundäre Entwicklungen, die nicht direkt aufs Mittelhochdeutsche zurückgehen.
- Um Sonneberg und Neustadt fallen die Diphthonge iä, ue und üä (nicht – niä, Beet – Biäd, Ofen – Uefm, Vögel – Vüächl) und die hintergaumige Aussprache von -ch wie in durch auf, beispielsweise in Sonneberg – Sumbarch, ärgern – archern und morgen – morchng. Andere Diphthongierungen liegen beispielsweise in den Wörtern Brot – Bruad, Hosen – Huasn, Hasen – Housn, heißen – heaßn oder schön – schööä vor.
- Sätze werden oft mit Hilfsverben wie „mögen“, „wollen“, „machen“, „tun“ oder „können“ und dem Partizip Perfekt formuliert. (Das Kind schreit. – „Des Kindla dud schrein.“ oder „Des Kindla ka fei g’schrei.“)
- Die Vergangenheitsformen werden fast immer in Partizip-Konstruktionen mit den Hilfsverben „sein“ oder „haben“ gebildet. (Da gingen wir hinein / Da sind wir hineingegangen. – „Dou sä’me neig’anga.“) Im Norden des Dialektgebiets macht sich allerdings die Präteritalgrenze bemerkbar, das heißt, in den thüringischen Orten Judenbach oder Bockstadt wird die Vergangenheitsform einiger Verben bereits mit dem in den norddeutschen Dialekten üblichen Präteritum ausgedrückt, das im Ostfränkischen ansonsten unbekannt ist. In Sachsenbrunn und Lauscha, die nahe am Rennsteig außerhalb des itzgründischen Dialektgebiets liegen, ist bereits zu mehr als drei Viertel der Verben das Präteritum gebräuchlich.
- Wenn ungehemmt in Mundart geplaudert wird, sind auch Satzkonstruktionen mit doppelter Verneinung zu hören, beispielsweise: „Wenn da kää Gald niä host, kaas da de fei nex gekeaf.“ (Wenn du kein Geld (nicht) hast, kannst du dir nichts kaufen.") oder „Doumit kaast da kä Eä niä eigelech.“ (Damit kannst du keine Ehre (nicht) einlegen.)
- Wie im Ostfränkischen üblich wird die Modalpartikel „fei“ und die Verkleinerungsform -lein – -la (örtlich auch -le) sehr gern und häufig verwendet.

(Anmerkung: Da es keine standardisierte Schriftform gibt, wird der Text durch „normale“ Buchstaben, von verschiedenen Autoren unterschiedlich, angenähert. Im vorliegenden Artikel wird auf die (genauere) Bezeichnung nach dem internationalen phonetischen Alphabet (IPA) verzichtet.)

## Zahlen in Sonneberger Mundart
| - Eins – Eas - Zwei – Zwej - Drei – Dreij - Vier – Vije - Fünf – Fümf - Sechs – Segs - Sieben – Siem - Acht – Achd - Neun – Neun - Zehn – Zea | - Elf – Elf - Zwölf – Zwölf - Dreizehn – Dräza - Vierzehn – Vijeza - Fünfzehn – Fuchza - Sechzehn – Sachza - Siebzehn – Siebza - Achtzehn – Achza - Neunzehn – Nänza - Zwanzig – Zwanzich | - Einundzwanzig – Eanazwanzich - Zweiundzwanzig – Zwejiazwanzich - Dreiundzwanzig – Dreijazwanzich - Vierundzwanzig – Vierazwanzich - Fünfundzwanzig – Fümfazwanzich - Sechsundzwanzig – Segsazwanzich - Siebenundzwanzig – Siemazwanzich - Achtundzwanzig – Achdazwanzich - Neunundzwanzig – Neunazwanzich - Dreißig – Dreißich | - Vierzig – Vijezich - Fünfzig – Fuchzich - Sechzig – Sachzich - Siebzig – Siebzich - Achtzig – Achzich - Neunzig – Nänzich - Hundert – Hunned - Hunderteinundfünfzig – Hunnedeanafuchzich - Hundertachtundsechzig – Hunnedachdasachzich - Hundertneunundneunzig – Hunnedneunanänzich |

davon abweichend werden Uhrzeitangaben (vormittags wie nachmittags) wie folgt angegeben:
| - Ein Uhr – Easa - Zwei Uhr – Zweja - Drei Uhr – Dreija - Vier Uhr – Viera - Fünf Uhr – Fümfa - Sechs Uhr – Segsa | - Sieben Uhr – Siema - Acht Uhr – Achda - Neun Uhr – Neuna - Zehn Uhr – Zeana - Elf Uhr – Elfa - Zwölf Uhr – Zwölfa |

Beispiel: Es ist ein Uhr. – Es is in Easa. (Dabei wird das i von in insoweit ‚verschluckt‘, dass es nur teilweise hörbar ist.)

## Wochentage in Sonneberger Mundart
| - Montag – Maadich - Dienstag – Diensdich - Mittwoch – Middwoch | - Donnerstag – Dunneschdich - Freitag – Freidich | - Samstag – Sunamd - Sonntag – Sundich |

## Variationen im Vergleich mit dem Oberfränkischen
Das Itzgründische verfügt über eine Vielzahl örtlicher Variationen. So wird ein Mädchen in Haselbach „Mädle“, im benachbarten Steinach „Mädla“ und in Sonneberg „Meadla“ genannt. Noch deutlicher sind die Unterschiede zum Oberfränkischen, das auch in Heinersdorf im Landkreis Sonneberg gesprochen wird.In ihrem Unterlauf ab ca. Hüttengrund wirkt die Steinach als trennscharfe Isoglosse zwischen Oberfränkisch und Itzgründisch: oberfr.: a braads Breïd; itzgr.: a brääds Bratt [breites Brett] – oberfr.: eß dei tellela lää; itzgr.: aß dei tallala laa [iß dein Tellerchen leer].
| Hochdeutsch                 | Itzgründisch               | Oberfränkisch            |
| Mädchen                     | Meadla (Mädla)             | Madla                    |
| Heinersdorf                 | Heaneschdaff               | Haaneschdaff             |
| heißen                      | heasn                      | haasn                    |
| zwei Zwetschgen             | zweji Gwadschge            | zwa Zwetschgä            |
| Sperling                    | Schperk                    | Schbootz                 |
| angekommen                  | akumma                     | okumma                   |
| hinüber geholt              | nübe ghuald                | nübe ghold               |
| hinunter                    | nou, nunde                 | nunder, roo              |
| Gras                        | Grous                      | Grous                    |
| Hase, Hasen                 | Hous, Housn                | Hos, Hosn (Has, Hasn)    |
| Nase, Nasen                 | Nous, Nousn                | Nos, Nosn (Nas, Nasn)    |
| Hose, Hosen, oben           | Huas, Huasn, uam           | Hos, Hosn (Husn), om     |
| rot, Not, Brot              | ruad, Nuad, Bruad          | rod, Nod, Brod           |
| eins; heiß                  | eas (ääs); heas (hääs)     | ans (ääs); haas (hääs)   |
| nicht                       | niä (niät, net)            | net (niät)               |
| Salzstreuer (auf dem Tisch) | Soulznapfla (Salznäpfla)   | Salzbüchsle (Salznäpfle) |
| Tasse                       | Kabbla                     | Dässla                   |
| Kloß, Klöße                 | Klueß, Klüeß               | Kloß, Klöß/Kließ         |
| daheim                      | deheam (dehämm), hämma     | daham, dahom             |
| Gräten                      | Graadn                     | Gräidn                   |
| Ich kann dir helfen.        | Ich kaa de ghalf (gehelf). | Ich kaa de (dich) helf.  |
| Geh (komm) doch mal her.    | Gih amo haa.               | Geh amol hää.            |
| ein breites Brett           | a breads Braad             | a braads Breed           |
| Nebel                       | Naabl                      | Nejbl                    |

## Dialektatlas
- Thüringer Dialektatlas, Heft 27. Deutsche Akademie der Wissenschaften zu Berlin, Akademie-Verlag-Berlin, Berlin 1969.

Der Dialektatlas zeigt die Verbreitung von Wortarten und die entsprechenden Lautverschiebungen.